# Grupo Bilderberg
El club, conferencia, grupo o foro Bilderberg es una reunión anual a la que asisten aproximadamente las 130 personas más influyentes del mundo, mediante invitación. Los miembros de este grupo se reúnen en complejos de lujo ubicados en Europa, Norteamérica y Asia, donde la prensa no tiene ningún tipo de acceso, y sus oficinas están en Leiden (Países Bajos). El nombre de este club procede del hotel en el que tuvo lugar la primera reunión, en los Países Bajos.

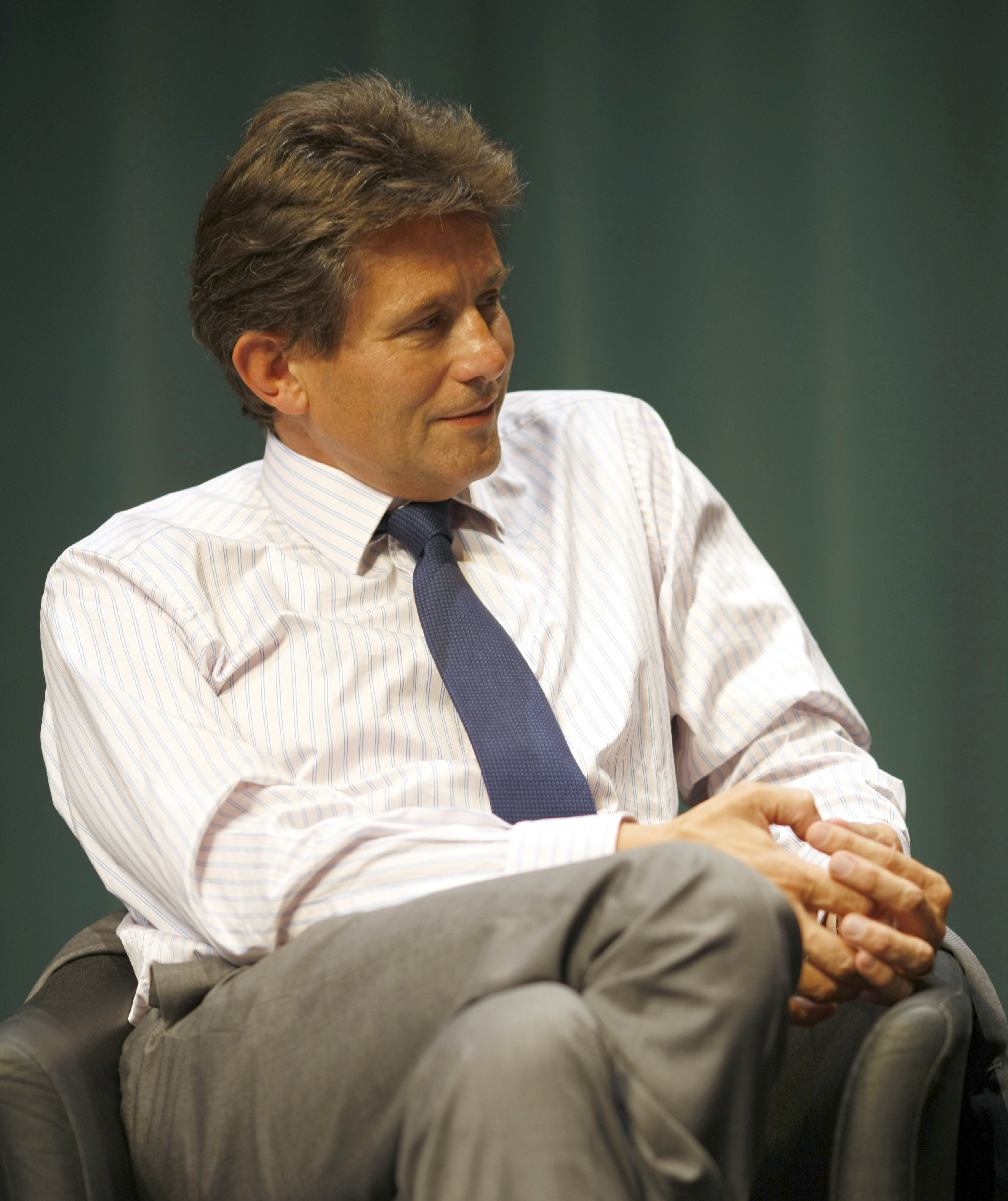
Henri de Castries, presidente del Grupo Bilderberg desde 2011.

## Historia
El 29 de mayo de 1954 tuvo lugar la primera reunión, propuesta por el exiliado consejero político polaco Józef Retinger. Este, preocupado por el antiamericanismo que estaba causando el Plan Marshall en Europa, decidió reunir a los líderes europeos y norteamericanos para promover el entendimiento entre ellos. Entre los invitados estuvieron el príncipe neerlandés Bernardo, que decidió promover la idea, David Rockefeller, quien financió la reunión, y el primer ministro belga Paul van Zeeland. La idea era que los invitados fueran dos de cada país, uno conservador y el otro progresista.
El éxito del encuentro animó a los organizadores a preparar una conferencia anual. Se creó un comité de dirección y Retinger fue designado su secretario permanente. Al igual que organizaba la conferencia, el comité de dirección también mantenía un registro de los nombres de los asistentes y detalles de contacto, con el objetivo de crear una red informal de individuos que se podrían invitar unos a otros en privado. El propósito declarado del Grupo Bilderberg era «hacer un nudo alrededor de una línea política común entre Estados Unidos y Europa en oposición a Rusia y al comunismo». El economista neerlandés Ernst van der Beugel sustituyó a Retinger en el puesto en 1960, tras la muerte de este. El príncipe Bernardo fue presidente de la reunión hasta su muerte, en 2004.

### El club Bilderberg y la crisis económica de 2008
En 2009 la reunión tuvo lugar en el municipio costero de Vouliagmeni (Atenas) y asistieron, entre otros, los ministros griegos de finanzas y de asuntos exteriores, así como el gobernador del Banco Nacional griego y Vladímir Putin. Un año más tarde la reunión giró, de nuevo, en torno a la difícil situación que vivían Grecia, Portugal y España. Al parecer, siendo presidente del gobierno español, José Luis Rodríguez Zapatero, asistió para tranquilizar a los inversores internacionales ante el vencimiento de grandes cantidades de deuda española.

## Algunos asistentes
Banqueros, políticos, miembros de la realeza, financieros internacionales o dueños de los principales medios de comunicación, son ejemplos de los miembros del club Bilderberg. Entre ellos están el español Juan Luis Cebrián, quien fuera presidente ejecutivo del Grupo Prisa, el estadounidense Donald Rumsfeld, antiguo secretario de defensa de su país, el irlandés Peter Sutherland, entre otros cargos presidente de Goldman Sachs y British Petroleum, el estadounidense Paul Wolfowitz, antiguo presidente del Banco Mundial, David Rockefeller, los Ford o el belga Étienne Davignon, antiguo vicepresidente de la Comisión Europea y expresidente del grupo. Como curiosidad, cabe destacar que los anteriormente nombrados Rumsfeld y Sutherland fueron compañeros en la compañía de energía ABB.
En 2009, entre otros, participaron la reina Sofía, Ana Botín (Banco Santander), José Manuel Entrecanales (Acciona), Alberto Ruiz-Gallardón y Pedro Solbes. Por primera vez, dos periódicos británicos de tirada nacional se hicieron eco en noticias escuetas de la Conferencia del Grupo Bilderberg. Uno de ellos fue The Guardian, que envió a uno de sus corresponsales y cuyas crónicas únicamente fueron publicadas en la edición digital del periódico. Durante seis días, el periodista documentó cómo fue sometido a diversos seguimientos y finalmente arrestado por la policía griega. Tras esta reciente exposición a la opinión pública, ahora han publicado en su web una breve referencia a los temas tratados en los últimos tres años y una lista oficial de participantes.

## Teorías de conspiración
El mayor atractivo de estas reuniones es que sus participantes tienen la oportunidad de debatir abiertamente entre ellos y saber qué opinan las personas más poderosas del mundo.
Étienne Davignon, presidente del Club Bilderberg

El grupo es acusado de conspirar para imponer un gobierno mundial, un dominio capitalista y/o una economía planificada.

Se trata de una lista exclusiva de figuras de influencia global que ha captado el interés de una red internacional de conspiracionistas, quienes durante décadas han visto al grupo Bilderberg como un esquema globalista-corporativo y están convencidos de que una élite poderosa está moviendo al planeta hacia un nuevo orden mundial oligárquico.

Kenneth P. Vogel, vocero

Miles de videos sobre el grupo Bilderberg pueden verse en YouTube y entre los defensores de esta teoría de conspiración están la derechista Sociedad John Birch, la activista política Phyllis Schlafly, el escritor Jim Tucker, el activista Lyndon LaRouche, el locutor de radio Alex Jones, el político Jesse Ventura, quien hizo del grupo Bilderberg un episodio en su serie televisiva Conspiracy Theory with Jesse Ventura, o el escritor lituano-canadiense Daniel Estulin.

Decir que estamos luchando por un gobierno mundial es exagerado, pero no completamente desacertado. Nosotros pensamos que no podemos seguir luchando para siempre unos contra otros para nada y matando a gente o dejándola sin hogar. Por ello, creemos que una comunidad única a lo largo del mundo sería algo positivo.
Denis Healey, miembro fundador del Grupo Bilderberg.

En el reportaje La derecha corteja a la izquierda (1994), el periodista argumenta que las teorías conspirativas del populismo de derechas se remontan a 1964: en el libro A choice, not an echo, Phyllis Schlafly argumenta que el Partido Republicano fue secretamente controlado por intelectuales de la élite, dominados por miembros del grupo Bilderberg, cuyas políticas internacionalistas pavimentaron el camino hacia el comunismo mundial.

Es inevitable y no importa. Siempre habrá personas que crean en conspiraciones, pero las cosas suceden de una manera mucho más incoherente. Cuando la gente dice que este grupo es un gobierno secreto mundial, yo digo que si lo fuéramos, deberíamos estar avergonzados de nosotros mismos.
Etiénne Davignon, presidente del Club Bilderberg

El investigador y profesor en Psicología y Sociología G. William Domhoff cree que el rol de los foros de relaciones internacionales y los clubes sociales, como el club Bilderberg, no es nada más que un medio para discutir ideas, conseguir consenso y crear cohesión social dentro de la élite. Opina que el rumor de la teoría conspirativa puede ser perjudicial y que puede evitar la asistencia de ciertas personas a ellos. Para él, son más o menos la misma gente que pertenece a otros clubes, pero colocados en roles más importantes como el de capitalista o líder político, visibles y fáciles de combatir.

Siniestras camarillas y los lobistas de Bilderberg manipulan al público para instalar un gobierno mundial que no conoce fronteras y que no rinde cuentas ante nadie, salvo a sí mismo.
Fidel Castro, expresidente de Cuba

El escritor James McConnachie comenta que los teóricos de la conspiración tienen un punto a su favor, pero fallan en comunicarlo efectivamente. Para él, el grupo Bilderberg actúa en una forma consistente con una conspiración global, pero lo hace sin un grado de atrocidad, algo que no entienden los teóricos de la conspiración. Según McConnachie, los conspiracionistas ven al Club Bilderberg como el mal absoluto.

Ocasionalmente tienes que darle crédito a los teóricos de la conspiración, los cuales plantean cuestiones que los medios principales han ignorado. Es reciente que los medios han cubierto al Club Bilderberg, pero ¿escribirían los medios si no estuvieran estas acusaciones?
James McConnachie, escritor

Su objetivo final es el control de absolutamente todo el mundo, en todos los sentidos de la palabra. Actúan como si fueran Dios en la Tierra.
Daniel Estulin, escritor

## Reuniones
- 1954 Hôtel de Bilderberg en Oosterbeek, Países Bajos.
- 1955 (18-20 de marzo) en Barbizon, Francia y (23-25 de septiembre) en Garmisch-Partenkirchen, República Federal de Alemania.
- 1956 (11-13 de mayo) en Fredensborg, Dinamarca.
- 1957 (15-17 de febrero) en St. Simons Island, Georgia, Estados Unidos.
- 1957 (4-6 de octubre) en Fiuggi, Italia.
- 1958 (13-15 de septiembre) en Buxton, Inglaterra.
- 1959 (18-20 de septiembre) en Yeşilköy, Estambul, Turquía.
- 1960 (28-29 de mayo) en Bürgenstock, Nidwalden, Suiza.
- 1961 (21-23 de abril) en el Manoir St. Castin en Lac-Beauport, Quebec, Canadá.
- 1962 (18-20 de mayo) en Saltsjöbaden, Suecia.
- 1963 (29-31 de mayo) en Cannes, Francia.
- 1964 (20-22 de marzo) en Williamsburg, Virginia, Estados Unidos.
- 1965 (2-4 de abril) en la Villa d'Este en Cernobbio, Italia.
- 1966 (25-27 de marzo) en Wiesbaden, República Federal de Alemania
- 1967 (31 de marzo al 2 de abril) en Cambridge, Inglaterra.
- 1968 (26-28 de abril) en Mont Tremblant, Quebec, Canadá.
- 1969 (9-11 de mayo) en el Hotel Marienlyst en Helsingør, Dinamarca.
- 1970 (17-19 de abril) en Bad Ragaz, Suiza.
- 1971 (23-25 de abril) en Woodstock, Vermont, Estados Unidos.
- 1972 (21-23 de abril) en Knokke, Bélgica.
- 1973 (11-13 de mayo) en Saltsjöbaden, Suecia.
- 1974 (19-21 de abril) en Megeve, Francia.
- 1975 (22-24 de abril) en Çeşme, Esmirna, Turquía.
- 1976 No se celebró ninguna conferencia. En abril de 1976 la "Bilderberg conference" se planeaba realizar en Hot Springs, Virginia, Estados Unidos, pero el escándalo de los sobornos ofrecidos por la compañía aeronáutica Lockheed Corporation a funcionarios de tres países implicó al Príncipe Bernardo de Holanda y provocó la cancelación de la reunión.
- 1977 (22-24 de abril) en Torquay, Inglaterra.
- 1978 (21-23 de abril) en Princeton, Estados Unidos.
- 1979 (27-29 de abril) en Baden, Austria.
- 1980 (18-20 de abril) en Aquisgrán, República Federal de Alemania.
- 1981 (15-17 de mayo) en Bürgenstock, Suiza.
- 1982 (14-16 de mayo) en Sandefjord, Noruega.
- 1983 (13-15 de mayo) en Montebello, Canadá.
- 1984 (11-13 de mayo) en Saltsjöbaden, Suecia.
- 1985 (10-12 de mayo) en Rye Brook, Estados Unidos.
- 1986 (25-27 de abril) en Gleneagles, Escocia.
- 1987 (24-26 de abril) en Villa d'Este, Italia.
- 1988 (3-5 de junio) en Telfs-Buchen, Austria.
- 1989 (12-14 de mayo) Balneario Isla de La Toja en Isla de La Toja, Pontevedra, España.
- 1990 (11-13 de mayo) en Glen Cove, Estados Unidos.
- 1991 (6-9 de junio) en Baden-Baden, Alemania.
- 1992 (21-24 de mayo) en Evian-les-Bains, Francia.
- 1993 (22-25 de abril) en Vouliagmeni, Grecia.
- 1994 (2-5 de junio) en Helsinki, Finlandia.
- 1995 (8-11 de junio) en Zúrich, Suiza.
- 1996 (30 de mayo-2 de junio) Centro de dirección del CIBC en Toronto, Canadá.
- 1997 (12-15 de junio) Pine Isle resort en Lake Lanier, Estados Unidos.
- 1998 (14-17 de mayo) en Turnberry, Escocia.
- 1999 (3-6 de junio) Caesar Park Hotel Penha Longa en Sintra, Portugal.
- 2000 (1-3 de junio) Chateau Du Lac Hotel en Bruselas, Bélgica.
- 2001 (24-27 de mayo) en Gotemburgo, Suecia.
- 2002 (30 de mayo-2 de junio) en Chantilly, Francia.
- 2003 (15-18 de mayo) en Versalles, Francia.
- 2004 (3-6 de junio) en Stresa, Italia.
- 2005 (5-8 de mayo) Dorint Sofitel Seehotel en Rottach-Egern, Alemania.
- 2006 (8-11 de junio) Brookstreet Hotel en Ottawa, Ontario, Canadá.
- 2007 (31 de mayo-3 de junio) Ritz Carlton Hotel de Estambul, Turquía.
- 2008 (5-8 de junio) Westfields Marriott Hotel, Chantilly, Virginia, Estados Unidos.
- 2009 (14-16 de mayo) en Vouliagmeni, municipio costero al sur de Atenas, Grecia.
- 2010 (3-6 de junio) Hotel Dolce Sitges en Sitges, España.
- 2011 (9-12 de junio) Grand Hotel Kempinsky, St. Moritz, Suiza[33]
- 2012 (31 de mayo-3 de junio) "Westfields Marriott Hotel", Chantilly, Virginia, Estados Unidos.
- 2013 (8–9 de junio) Grove Hotel en Watford, Reino Unido.
- 2014 (28 de mayo al 1 de junio) Hotel Marriott en Copenhague, Dinamarca.
- 2015 (11-14 de junio) Estación alpina austriaca de Telfs-Buchen, Austria.
- 2016 (9-12 de junio) Hotel Taschenbergpalais Kempinski, Dresde, Alemania.
- 2017 (1-4 de junio) "Westfields Marriott Hotel", Chantilly, Virginia, Estados Unidos.
- 2018 (7-10 de junio) en Turín, Italia.
- 2019 (30 de mayo - 2 de junio) en Montreux, Suiza.
- 2024 (30 de mayo - 2 de junio) en Madrid, España.